# Vida Ferenc (zenész)
Vida Ferenc (Ják, 1949. szeptember 2. – Balatonfüred, 2017. január 19.) magyar basszusgitáros, a Lord együttes alapító tagja, a szombathelyi székhelyű LMS lemezkiadó vezetője.

## Pályafutása
Első zenekarát 1969-ben alapította. 1971-ben ötödik tagként, szólógitárosként csatlakozott a vassurányi Red Fire zenekarhoz, amely a Lord együttes elődje volt. Eleinte gitáron játszott, csak később váltott basszusgitárra.
1972-ben Sipőcz Ernővel megalapította a Lord zenekart, amely 80-as években vált országos hírűvé, több nagylemezt is kiadtak. A Lord 1982-ben a Szombathelyi Művelődési és Sportházban ünnepelte 10. születésnapját, ahol mint zenekarvezető a Városházán kitüntetésben részesült, és ami az egész zenekar munkájának elismerése volt. A Lordnak 8 éves szünettel, 2005-ig volt a vezetője és basszusgitárosa. 2005-ben a zenekar megvált tőle.
A Sitkei Rockfesztivál egyik alapítója volt 1986-ban.
A kilencvenes évek első felében megalapította az LMS kiadót, ahol olyan zenekarok kaptak lehetőséget az indulásra, mint a Mood, az Ektomorf, a Junkies vagy a Strong Deformity.
2007-ben a korábbi Orfeus tagokkal megalapította a Vida Rock Band zenekart. A Vida Rock Band debütáló albuma 2008-ban jelent meg "Ellopott Remények" címmel. Stílusuk klasszikus hard rock zene. 2016-ban új zenekart alapított Vida néven.
2017. január 19-én a balatonfüredi Állami Szívkórházban érte a halál, ahová szívinfarktusa után szállították, amit Tapolcán zenekari próba közben kapott.
2019-ben posztumusz Vas Megye Szolgálatáért Kulturális tagozat kitüntetésben részesült.
Pályafutása során több márka basszusgitárjait használta: eleinte Fender Jazz Bass, Washburn B-20 és Fender Precision Bass hangszereken játszott, ezeket a Charvel basszusgitárjai, majd végül a Modulus modellje váltotta. Elsőként használt Modulust az országban, ez a bordó basszusgitár volt a védjegye. Élete utolsó zenekari próbáján is ezen játszott.

## Zenekarok
- Red Fire (1971)
- Lord (1972–2005)
- Vida L.R.D (2006) – Alakuláskor még Újlord néven
- Vida Rock Band (2007–2016)
- Vida (2016–2017)